# 始建
始建（しけん）は、南北朝時代の北魏で陳雙熾が建てた私元号。526年。
諸史書には始建王を自称したとあり、元号とはしていないが、『玉海』では独自の元号として記録されている。

## 西暦との対照表
| 始建 | 元年  |
| 西暦 | 526年 |
| 干支 | 丙午  |